# Duel in the Sun
Duel in the Sun és una pel·lícula de western en Technicolor de 1946 dirigida per King Vidor, produïda i escrita per David O. Selznick, que conta la història d'una noia mestissa (mig-nativa americana) que va a viure amb els seus familiars anglos, i acaba involucrant-se en un amor prohibit i ple de prejudicis. La pel·lícula és protagonitzada per Jennifer Jones, Gregory Peck, Joseph Cotten, Lillian Gish i Lionel Barrymore.

## Argument
Texas, finals del segle XIX: un condemnat a mort fa jurar a la seva filla Pearl que romandrà casta i honesta. Quan comença a treballar al ranxo d'un ric senador atrau els desitjos dels dos fills a causa de la seva bellesa i el color de la pell (mestissa). El senador està boig per un fill, intolerant, audaç, valent i arrogant, que serà el favorit dels dos, Lewt prova d'acostar-se a la noia, i és rebutjat sempre. Mentrestant, la família s'està enfonsant i els dos germans tenen un xoc mortal que es resol amb una ferida greu del primogènit, que se salvarà. La noia, decidida a venjar-se, començarà una baralla furiosa amb Lewt, on tots dos moriran.

## Repartiment
- Jennifer Jones: Pearl Chavez
- Joseph Cotten: Jesse McCanles
- Gregory Peck: Lewton "Lewt" McCanles
- Lionel Barrymore: Senador Jackson McCanles
- Herbert Marshall: Scott Chavez
- Lillian Gish: Laura Belle McCanles
- Walter Huston: Jubal Crabbe, The Sinkiller
- Charles Bickford: Sam Pierce
- Harry Carey: Lem Smoot
- Charles Dingle: Xèrif Hardy
- Sidney Blackmer: L'amant de Mrs. Chavez
- Butterfly McQueen: Vashti
- Otto Kruger: Mr. Langford
- Joan Tetzel: Helen Langford
- Tilly Losch: Mrs. Chavez
- Orson Welles: narrador (no surt als crèdits)

## Crítica
Aquest western líric, de característiques poc usuals, amb personatges atiats per febrils passions que impregnen l'atmosfera fins a fer-la malaltissa, que actuen amb fanatisme bíblic, amb el fons d'abrasadors paisatges i cels premonitoris, i amb la força de passions amoroses que componen aquest bell film delirant que va esdevenir obra mestra per carambola: el ferri criteri de Selznick, les seves intromissions i canvis de director (amb els quals sempre estava en conflicte) van tornar a funcionar, com va passar a Allò que el vent s'endugué.